# Naga pidgin
Naga pidgin (ang. także Nagamese) – język kreolski na bazie języka assamskiego, używany jako język wehikularny przez większość z 500 tysięcy Nagów w północno-wschodnich Indiach, posługujących się kilkunastoma wzajemnie niezrozumiałymi językami plemiennymi. Dla około 30 tysięcy z nich naga pidżyn jest językiem ojczystym. W języku tym prowadzona jest edukacja w szkołach podstawowych w stanie Nagaland. Ponieważ większość (67%) Nagów wyznaje chrześcijaństwo, jest on też językiem kultu.